# 康帕涅 (多尔多涅省)
康帕涅（法語：Campagne，法語發音：[kɑ̃paɲ] ⓘ）是法国多尔多涅省的一个市镇，属于萨拉拉卡内达区。

## 地理
康帕涅（44°54'27"N, 0°58'1"E）面积14.4 平方千米，位于法国新阿基坦大区多爾多涅省，该省份为法国西南部内陆省份，是法國本土面积第三大的省，大致对应佩里戈尔地区，北起顺时针与夏朗德省、上维埃纳省、科雷兹省、洛特省、洛特-加龙省、吉倫特省和滨海夏朗德省接壤。
与康帕涅接壤的市镇（或旧市镇、城区）包括：莱塞济、欧德里克斯、勒比格、库克斯和比加罗克-穆藏斯、圣西普里安。

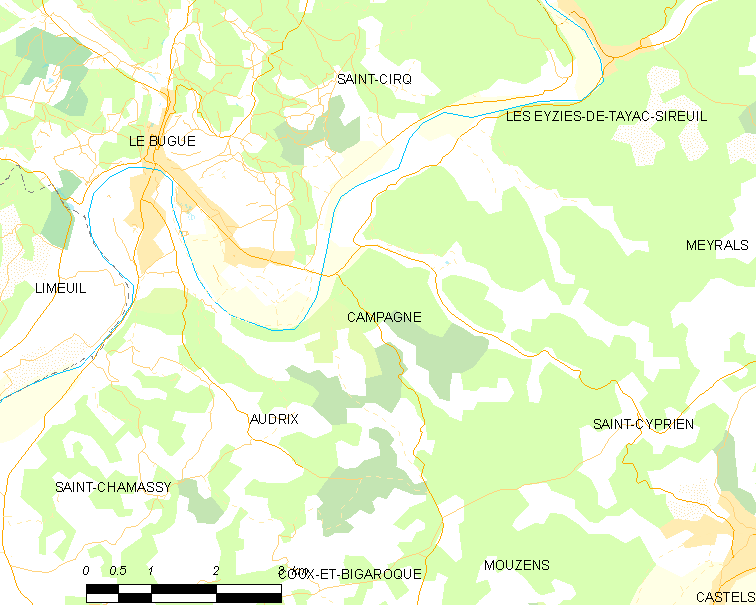
的OSM定位图

康帕涅的时区为UTC+01:00、UTC+02:00（夏令时）。

## 行政
康帕涅的邮政编码为24260，INSEE市镇编码为24076。

## 政治
康帕涅所属的省级选区为人谷县。

## 人口

1962-2008年间人口变化图示

康帕涅于2022年1月1日时的人口数量为418人。